# Primitive (album)
Albums de Soulfly
Soulfly
(1998) 3
(2002)
Primitive est le deuxième album du groupe de metal Soulfly sorti en 2000.

## Liste des titres
1. Back to the Primitive – 4:20
2. Pain – 3:40
3. Bring It – 3:22
4. Jumpdafuckup – 5:11
5. Mulambo – 4:19
6. Son Song – 4:17
7. Boom – 4:56
8. Terrorist – 3:46
9. The Prophet – 2:57
10. Soulfly II – 6:04
11. In Memory of... – 4:36
12. Flyhigh – 4:48